# بدون مشاكل (فلم هندي 2010)
بدون مشاكل (بالإنجليزية: No Problem) هو فيلم كوميدي وأكشن هندي باللغة الهندية عام 2010 من إخراج أنيس بازمي وإنتاج راجات راويل وأنيل كابور. الفيلم من بطولة كابور نفسه، سانجاي دوت، سونيل شيتي، أكشاي خانا، باريش راوال، سوشميتا سين، كانغانا رانوت، نيتو تشاندرا، شاكتي كابور في الأدوار القيادية، بينما رانجيت، موكيش تيواري، جيتو فيرما، فيشواجيت بيرادان، سوريش مينون وفيجاي راز ظهرت في الأدوار الداعمة والحاسمة.  بدأ التصوير في يوليو 2010. تم تصويره في جنوب أفريقيا ومومباي. تم إصدار فيلم بدون مشاكل عالميًا في 10 ديسمبر 2010، ولقي استقبالًا سلبيًا ولم يحقق أداءً جيدًا في شباك التذاكر.
تم إصدار لعبة فيديو محمولة مستوحاة من الفيلم بواسطة ASTPL. 

## الحبكة
ياش أمباني وراج أمباني هما لصان صغيران وأصدقاء طفولة. يريد راج أن يعيش حياة صادقة، لكن ياش ينجح دائمًا في القيام بشيء يعرض فرص راج في بدء صفحة جديدة للخطر. عندما يقوم ياش بسرقة بنك القرية الأولى، يتم إلقاء اللوم على مدير البنك البريء، زاندولال، لأنه قام بحماية ياش وراج تحت سقفه. يكتشف زاندولال أن المحتالين هربا إلى ديربان ويطلب من رئيس البنك الوقت للبحث عن الاثنين وإثبات براءته.
في ديربان، تمت سرقة الماس بقيمة ملايين الدولارات من مركز الماس الدولي على يد عصابة إجرامية يقودها ماركوس. يعتزم المفتش الكبير أرجون سينغ القبض على ماركوس وعصابته. أرجون متزوج من كاجال كورانا، ابنة مفوض الشرطة كورانا. كاجال لديها شخصية منقسمة - فهي زوجة وأم محبة، والتي تتحول لمدة 10 دقائق كل يوم إلى كاميني، مثيرة للمشاكل مرعبة، عازمة على قتل أرجون.
يحاول ياش وراج تجنب زاندولال، الذي لا يدرك أنهم جيرانه. يقع راج في حب سانجانا كورانا، شقيقة كاجال الصغرى. يتظاهر بالغطرسة، ويريدها أن تعتقد أن الكثير من الفتيات مجنونات به. وبعد أن يعترف، يخططان للزواج. في منزل كورانا، يلتقي زاندولال مع ياش وراج، ويهددهما بالكشف عنهما ما لم يعيدا الأموال التي سرقاها من بنكه. بعد أن تم القبض عليهما، اتفق راج وياش على ارتكاب عملية سرقة أخيرة. قاموا بسرقة منزل أحد الوزراء، قبل دقائق من وصول ماركوس. يتم تعذيب الوزير وقتله، لأن ماركوس لم يتمكن من العثور على الماس المسروق.
أثناء خطوبة سانجانا من راج، يقوم أرجون، مع والد كاجال، باعتقال ياش وراج وزاندولال بتهمة سرقة منزل الوزير. يتم إرسالهم إلى السجن لكن ياش يقدم رشوة لمخرج سينمائي لمساعدته على الهروب. ماركوس يواجه راج وياش بشأن الماس. يحاول ترهيبهم بربطهم على مسار قطار يندفع عليه القطار بأقصى سرعة، لكن هذا يفشل لأن القطار يندفع نحوه وعصابته بدلاً من ياش وراج.
بسبب إلغاء خطوبة سانجانا وزواجها، أصبحت نوبات كاجال أسوأ. تستخدم البنادق والسكاكين على أرجون لقتله. يحاول والد كاجال إقناعهم بالطلاق ولكن دون جدوى. ياش يختطف سانجانا، ومع راج، يحصل على موافقة كاجال لمساعدتهم ضد ماركوس. كما قاموا باختطاف إحدى مساعدات ماركوس، صوفيا. ولكي يخيفوا ماركوس أكثر، فإنهم يرتدون ملابس احتفالية ويهربون بالماس. في النهاية يتم رمي الماس في حوض السمك، وتأكله الأسماك كلها.
بعد ذروة مضحكة، تختفي صوفيا، ولا يتم رؤيتها مرة أخرى أبدًا. يتم نقل أرجون إلى مدينة أخرى لبدء التدريب للشرطة من الصفر. تم القبض على ماركوس وشركائه وحكم عليهم بالسجن لمدة 40 عامًا بسبب جرائمهم. يبدأ ياش وراج مشروع صيد الأسماك لاستعادة الماس المفقود.

## الممثلون
- أنيل كابور في دور المفتش الكبير أرجون سينغ، زوج كاجال.
- سانجاي دوت في دور ياش أمباني
- أكشاي خانا في دور راج أمباني
- باريش راوال في دور زاندو لال
- سوشميتا سين في دور كاجال كورانا سينغ / كاميني، زوجة أرجون.
- سونيل شيتي في دور ماركوس
- كانغانا رانوت في دور سانجانا كورانا
- نيتو تشاندرا في دور صوفيا
- شاكتي كابور في دور مفوض الشرطة كورانا
- سوريش مينون في دور نايدو
- رانجيت في دور خوكا
- موكيش تيواري في دور DC
- جيتو فيرما في دور دمبو
- فيشواجيت بيرادان في دور لارا
- سوزان بيرنرت في دور سافيتيري
- سالوني دايني في دور توك توك
- فيجاي راز في دور ماوت كا فاريشتا / رجل انتحاري
- كمال شوبرا في دور الوزير سانيال
- كوشين هانيفا في دور الدكتور راماتشاريا
- أنيل ناجراث في دور الطبيب الذي يعالج أرجون
- باريش جاناترا أرمل في المستشفى

## الموسيقى التصويرية
موسيقى الفيلم من تأليف ساجد وواجد، بريتام وأناند راج أناند. كلمات الأغنية من تأليف شبير أحمد، كومار وأناند راج أناند. تم إصدار الموسيقى في 22 نوفمبر 2010.

### قائمة المسار
كل الألحان من تأليف بريتام.
| #  | عنوان                                          | المدة |
| -- | ---------------------------------------------- | ----- |
| 1. | "Babe Di Kripa"                                | 4:02  |
| 2. | "Mast Punjabi"                                 | 4:31  |
| 3. | "No Problem"                                   | 4:24  |
| 4. | "Shakira"                                      | 4:00  |
| 5. | "We Are Innocent"                              | 4:46  |
| 6. | "Babe Di Kripa (Remix by Kiran Kamath)"        | 3:26  |
| 7. | "Mast Punjabi (Remix by DJ Suketu feat PaVaN)" | 4:48  |
| 8. | "Shakira (Remix by DJ Suketu feat PaVaN)"      | 4:09  |

## روابط خارجية
- مقالات تستعمل روابط فنية بلا صلة مع ويكي بيانات